# Ammoscalaria
Ammoscalaria es un género de foraminífero bentónico de la familia Discamminidae, de la superfamilia Lituoloidea, del suborden Lituolina y del orden Lituolida. Su especie tipo es Haplophragmium tenuimargo. Su rango cronoestratigráfico abarca desde el Campaniense (Cretácico superior) hasta la Actualidad.

## Discusión
Clasificaciones previas incluían Ammoscalaria en el suborden Textulariina del orden Textulariida, o en el orden Lituolida sin diferenciar el suborden Lituolina.

## Clasificación
Ammoscalaria incluye a las siguientes especies:
- Ammoscalaria agrestiformis
- Ammoscalaria compressa
- Ammoscalaria condita
- Ammoscalaria ensiformis
- Ammoscalaria foliacea
- Ammoscalaria fragile
- Ammoscalaria georgescotti
- Ammoscalaria morenoi
- Ammoscalaria pseudospiralis
- Ammoscalaria runiana
- Ammoscalaria salsus
- Ammoscalaria tenuimargo
- Ammoscalaria tenuissima

Otra especie considerada en Ammoscalaria es:
- Ammoscalaria fluvialis, aceptado como Ammomarginulina fluvialis